# قطعنامه ۴۹۴ شورای امنیت
قطعنامه  ۴۹۴ شورای امنیت سازمان ملل متحد که در تاریخ ۱۱ دسامبر ۱۹۸۱ تصویب شد، سندی بین‌المللی دربارهٔ توصیه در مورد انتصاب دبیر کل سازمان ملل است. این قطعنامه طی نشست ۲٬۳۱۲ام با ۱۵ موافق، ۰ مخالف و ۰ ممتنع تصویب شد.